# Oleg Snarok
Oleg Snarok (russisch Олег Валерьевич Знарок Oleg Walerjewitsch Snarok, lettisch Oļegs Znaroks; * 2. Januar 1963 in Ust-Kataw, Russische SFSR, Sowjetunion) ist ein ehemaliger russischer Eishockeyspieler mit deutscher Staatsangehörigkeit, der in Deutschland für den EV Landsberg, EHC Freiburg und Heilbronner EC auf dem Eis stand. Von 1996 bis 2001 war er lettischer Staatsbürger. Seit seinem Karriereende arbeitet er als Trainer in der Kontinentalen Hockey-Liga und war von 2014 bis zum Olympiaturnier 2018 Cheftrainer der russischen Eishockeynationalmannschaft.

## Karriere

### Als Spieler
Olegs Snarok begann seine Karriere bei seinem Heimatverein HK Traktor Tscheljabinsk, für deren erste Mannschaft er ab 1982 auch in der Wysschaja Liga, der höchsten sowjetischen Eishockey-Spielklasse, spielte. 1983 wechselte er zu Dinamo Riga, wo er in den folgenden sieben Jahren aktiv war.
Nach dem Zerfall der Sowjetunion 1991 entschied sich Snarok wie viele ehemalige Ostblock-Spieler für einen Wechsel nach Nordamerika, wo er einige Spiele für die Maine Mariners in der American Hockey League absolvierte. Aufgrund fehlender Perspektiven kehrte der Stürmer jedoch schon bald wieder nach Riga zurück. Zur Saison 1992/93 unterschrieb der Linksschütze einen Vertrag beim deutschen Oberligisten EV Landsberg, mit dem er im Jahr darauf in die 2. Bundesliga aufstieg. Nach zwei weiteren Spielzeiten in Bayern wechselte Snarok 1995 zum Ligakonkurrenten EHC Freiburg, für die er bis zum Ende der Saison 1999/00 auf dem Eis stand. In seiner letzten Spielzeit mit den „Wölfen“ wurde der damalige Lette mit 84 Punkten Topscorer der 2. Bundesliga. Anschließend verbrachte Snarok zwei Spielzeiten beim Heilbronner EC, deren erster offiziell gewählter „Spieler des Jahres“ er 2001 wurde. Nach der Saison 2000/01 beendete der Angreifer seine aktive Karriere.

### International
Mit der sowjetischen U20-Nationalmannschaft gewann Oleg Snarok bei der Junioren-Weltmeisterschaft 1981 die Bronzemedaille und wurde zudem ins All-Star-Team des Turniers gewählt. Nach der Auflösung der Sowjetunion spielte der Angreifer für Lettland, das er von 1995 bis 1999 bei vier Weltmeisterschaften vertrat.

### Als Trainer
Seit seinem Rücktritt vom Leistungssport arbeitete Snarok als Eishockeytrainer. Ab 2006 betreute er zunächst die lettische Nationalmannschaft als Cheftrainer. In der Saison 2007/08 war er Cheftrainer der U20-Nationalmannschaft, die als SK LSPA/Riga am Spielbetrieb der ersten lettischen Liga teilnahm. Im Sommer 2008 übernahm er das Traineramt beim HK MWD Balaschicha, wo ihm mit Harijs Vītoliņš ein weiterer Lette als Co-Trainer zur Seite stand. In der Saison 2009/10 wurde er mit dem HK MWD Vizemeister der KHL. Nach diesem Erfolg fusionierte der HK MWD mit dem HK Dynamo Moskau zum OHK Dynamo, wo Snarok weiterhin als Cheftrainer tätig war.
Am 25. April 2012 führte er das Team im entscheidenden siebten Spiel der Finalserie mit einem 1:0-Sieg über den HK Awangard Omsk zum Gewinn des Gagarin-Pokal. Nach Saisonende wurde Snarok als Bester Trainer der KHL-Saison ausgezeichnet. Ein Jahr später wiederholte er diesen Erfolg mit Dynamo und wurde anschließend erneut als bester Trainer der KHL ausgezeichnet.
Zwischen März 2014 und April 2018 war er Nationaltrainer der russischen Nationalmannschaft und führte diese 2014 zum WM-Titel. Zudem stand er dem HK Dynamo Moskau (zunächst) weiter als Berater zur Verfügung.
Ab der Saison 2016/17 war Snarok neben seinem Job als Nationaltrainer Cheftrainer des SKA Sankt Petersburg. Mit SKA gewann er 2017 den Gagarin-Pokal.
Bei den Olympischen Winterspielen 2018 führte er die Sbornaja unter neutraler Flagge zur Goldmedaille und gab anschließend diese Funktion auf. Wenige Wochen später schied er auch beim SKA aus seinem Amt.
Ende April 2019 wurde er zusammen mit Harijs Vītoliņš vom HK Spartak Moskau verpflichtet und fungierte bis zum Ende der Saison 2020/21 als Cheftrainer von Spartak.

## Karrierestatistik
(Legende zur Spielerstatistik: Sp oder GP = absolvierte Spiele; T oder G = erzielte Tore; V oder A = erzielte Assists; Pkt oder Pts = erzielte Scorerpunkte; SM oder PIM = erhaltene Strafminuten; +/− = Plus/Minus-Bilanz; PP = erzielte Überzahltore; SH = erzielte Unterzahltore; GW = erzielte Siegtore; 1 Play-downs/Relegation; Kursiv: Statistik nicht vollständig)
2inklusive Vorgängerligen (1. Liga, Bundesliga)

## Staatsbürgerschaft
Der russischstämmige Snarok erhielt 1996 aufgrund seiner sportlichen Verdienste die lettische Staatsbürgerschaft, die gestrichen wurde, als er 2001 die deutsche annahm.